# 5815 Сінсенґумі
5815 Сінсенґумі (5815 Shinsengumi) — астероїд головного поясу, відкритий 3 січня 1989 року.
Тіссеранів параметр щодо Юпітера — 3,074.
Названо на честь Сінсенґумі (яп. しんせんぐみ(新撰組) сінсенґумі).